# ネットワンシステムズ
ネットワンシステムズ株式会社（英: Net One Systems Co., Ltd.）は、東京都千代田区に本社を置く、1988年に三菱商事とアンガマン・バスの合弁で設立されたネットワークインテグレーターである。

## 沿革
- 1988年2月 - ネットワンシステムズ株式会社設立。
- 1989年1月 - シスコシステムズ マルチプロトコル･ルータ国内独占販売を開始。
- 1992年4月 - 米国パロアルトに駐在員事務所（現・Net One Systems USA）開設。
- 1996年10月 - 株式を店頭公開。
- 1999年9月 - シスコシステムズ社認定ゴールドパートナー資格を取得。（国内初）
- 2001年12月 - 東京証券取引所1部上場。
- 2008年5月 - ジュニパーネットワークスとIPsphereの技術開発で協業。
- 2009年3月 - Jリーグ・大分トリニータとユニフォームスポンサー契約を締結。
- 2009年9月 - ブロケード コミュニケーションズ システムズと戦略的業務提携で合意。
- 2013年5月 - 本社を東京都千代田丸の内に移転。
- 2013年10月 - Net One Systems Singapore Pte. Ltd. 設立。
- 2017年1月 - アリスタネットワークス社、ヴイエムウェア社と戦略的提携で合意。
- 2018年6月 - 子会社の株式会社エクシードを吸収合併。
- 2019年4月 - Asiasoft Solutions社の株式を取得し、グループ会社化。社名を「Net One Asia Pte.Ltd」に変更。[2]
- 2019年5月 - サブスクリプションサービスの拡大のため、ネットワンネクスト株式会社を設立。
- 2020年6月 - お客様のデジタルトランスフォーメーションを加速する専用施設「ネットワンブリーフィングセンター・Lab as a Service（nBC&LaaS)[3]」を開設。
- 2024年12月25日 - SCSKが株式公開買付け（TOB）により議決権所有割合ベースで79.69%の株式を取得し親会社となる[4][5]。
- 2025年3月18日 - 東京証券取引所プライム市場上場廃止[1]。
- 2025年3月21日 - 株式併合によりSCSKの完全子会社となる[1]。

### 代表者の経歴
- 竹下 隆史（たけした たかふみ）[6]
  - 1988年4月 - アンガマン・バス株式会社入社
  - 1989年5月 - ネットワンシステムズ株式会社入社
  - 2021年4月 - 同社代表取締役　社長執行役員（現任）

### 社名の由来
社名は、Ungermann-Bass.Incが開発したルーティングプロトコルのUB Net/One(Ungermann-Bass Net/One)に由来する。

## 事業内容
1988年の創業以来、一貫してネットワーク基盤の設計・構築・運用に強みをもつ。また、シスコシステムズ社製品の取扱いに関して、国内屈指の実績を誇る。近年では主力としてきたネットワーク基盤に加え、セキュリティコンサルティング、ユニファイドコミュニケーション（UC）、サーバー、ストレージとICTプラットフォーム全体の設計・構築・運用を手がける。

## 主要事業拠点
- 本社：東京都千代田区丸の内2-7-2 JPタワー
- イノベーションセンター：東京都品川区勝島1-5-13 グランロジテラス品川
- 関西支社：大阪市淀川区宮原3-5-36 新大阪トラストタワー 9F
- 天王洲オフィス：東京都品川区東品川2-2-4 天王洲ファーストタワー[8]

## 主力製品
- シスコシステムズ
- パロアルトネットワークス
- VMware
- ジュニパーネットワークス
- ServiceNow
- ブロケード コミュニケーションズ システムズ

## 関連会社
- ネットワンパートナーズ株式会社
- ネットワンネクスト株式会社
- ネットワンビジネスオペレーションズ合同会社
- Net One Systems USA, Inc.
- Net One Systems Singapore Pte. Ltd.